# Jazyková rada (Švédsko)
Jazyková rada (švédsky Språkrådet, do roku 2006 Svenska språknämnden, Švédská jazyková komise) je hlavní regulační institucí ve Švédsku pro podporu a kultivaci švédského jazyka. Rada byla spoluzaložena švédskou vládou, má polooficiální status, ale nemá rozhodovací pravomoci. Provádí kontrolu různých jazykových publikací, které uvádějí doporučení týkající se pravopisu a mluvnice, a stejně tak knih z oblasti lingvistiky určených pro širokou veřejnost.
Jazyková rada se skládá z různých organizací, jejichž zájmem je švédský jazyk, např. Švédská akademie (Svenska Akademien) nebo Švédský rozhlas (Sveriges Radio). Rovněž je zastoupena celá řada organizací novinářů, učitelů, spisovatelů, herců a překladatelů.